# Gołąbek opuchły

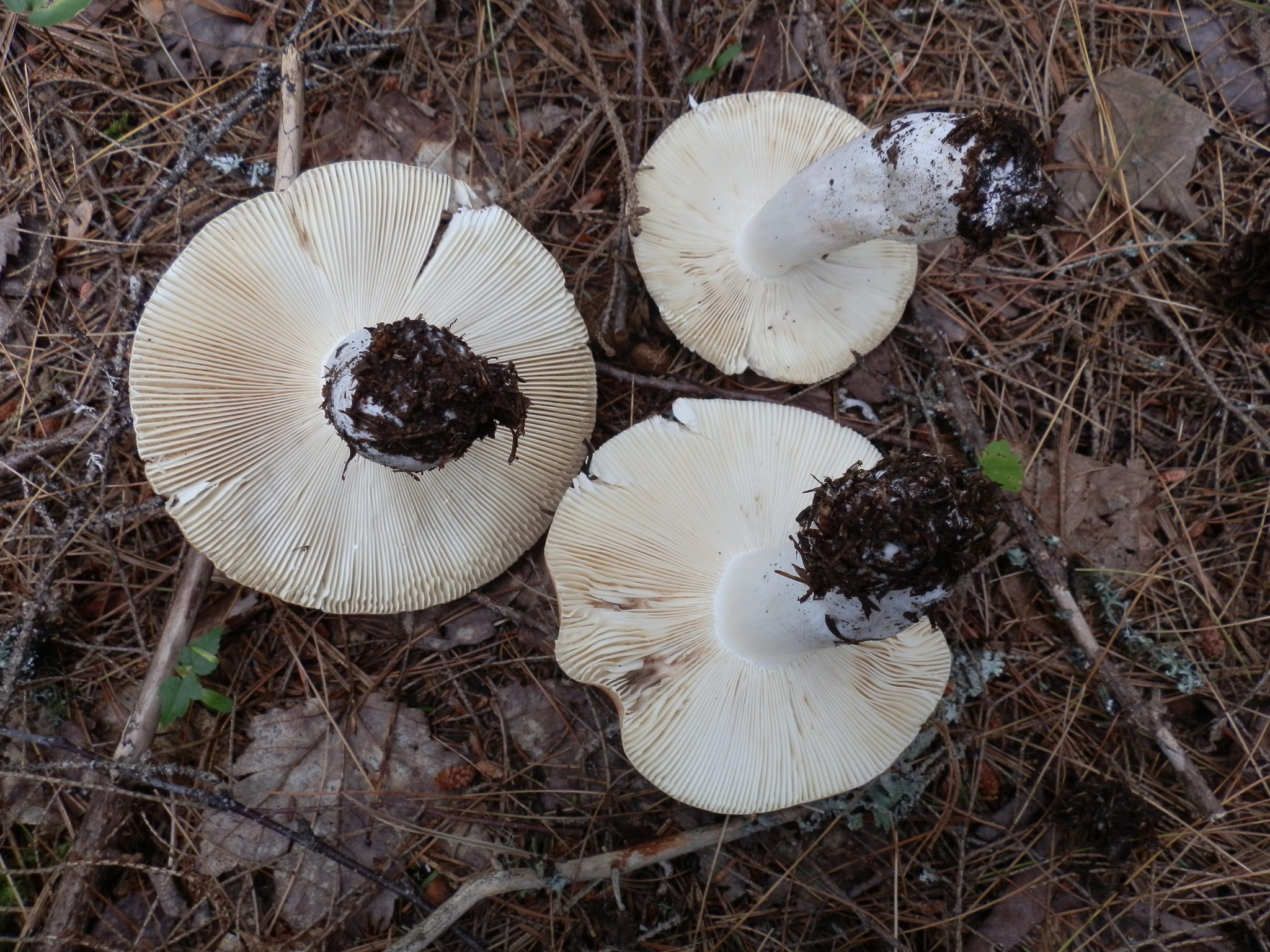

Gołąbek opuchły (Russula veternosa Fr.) – gatunek grzybów należący do rodziny gołąbkowatych (Russulaceae).

## Systematyka i nazewnictwo
Pozycja w klasyfikacji według Index Fungorum: Russula, Russulaceae, Russulales, Incertae sedis, Agaricomycetes, Agaricomycotina, Basidiomycota, Fungi.
Po raz pierwszy opisał go w 1838 r. Elias Fries i nadana przez niego nazwa naukowa jest aktualna. Ma 9 synonimów. Polską nazwę nadała Alina Skirgiełło w 1991 r.

## Morfologia
Kapelusz
Średnica 4,5–8 cm, kruchy, najpierw wypukły, potem rozpłaszczający się i często wklęsły. Brzeg tępy i równy, u starszych okazów karbowano-gruzełkowaty. Dominują dwie barwy powierzchni: różowa na brzegu i ochrowa w środku, ale czasami ma brzeg ochrowowiśniowy, czerwonawy lub brązowy, a środek kremowy, brudnoochrowy, czasem z zielonkawym odcieniem, rzadko bywa jednobarwny. Skórka lepka, w stanie suchym nie błyszcząca, dająca się częściowo oderwać.
Blaszki
Cienkie, gęste, początkowo przyrośnięte, potem wolne lub nieco zbiegające, wąskie, równe, nieco rozwidlone, przy brzegu kapelusza tępe, początkowo białawe, potem jasnoochrowe, czasami ze słabym, pomarańczowym odcieniem.
Trzon
Wysokość 2–5,5 cm, grubość 1–2 cm, walcowaty lub nieco szerszy u podstawy, początkowo pełny, potem watowaty, na koniec pusty. Powierzchnia matowa, u starszych okazów nieco żebrowana, biała.
Miąższ
U młodych okazów jędrny, u starszych kruchy i miękki, biały. Zapach słaby, u starszych okazów nieco miodowy, smak ostry.
Wysyp zarodników
Jasnożółty.
Cechy mikroskopowe
Podstawki 33–45 × 10–14 µm. Bazydiospory 7–10 × 7–9 µm, jajowate, niezupełnie amyloidalne, pokryte kolczastymi brodawkami o średniej wielkości i drobno punktowane, często niezupełnie amyloidalne z podobnie nie zawsze amyloidalną łysinką. Cystydy 50–100 × 8–10 µm wrzecionowate, tępe lub z kończykiem, w sulfowanilinie błękitniejące. W skórce są liczne dermatocystydy.

## Występowanie i siedlisko
Występuje w Ameryce Północnej, Europie i Azji. Najwięcej stanowisk podano w Europie i jest tu szeroko rozprzestrzeniony. W Polsce Władysław Wojewoda w 2003 r. przytoczył 10 stanowisk, w późniejszych latach podano następne.
Naziemny grzyb mykoryzowy występujący głównie w dużych lasach bukowych.